# Lepaki Małe
Lepaki Małe (deutsch Klein Lepacken, 1938 bis 1945 Kleinramecksfelde) ist ein Ort in der polnischen Woiwodschaft Ermland-Masuren, der zur Gmina Ełk (Landgemeinde Lyck) im Powiat Ełcki (Kreis Lyck) gehört.

## Geographische Lage
Lepaki Małe liegt am Ostufer des Klein Lepacker Sees (1938 bis 1945 Kleinramecksfelder See, polnisch Jezioro Lepaki) im südlichen Osten der Woiwodschaft Ermland-Masuren, acht Kilometer westlich der Kreisstadt Ełk (Lyck).

## Geschichte
Klein Lepacken wurde im 16. Jahrhundert gegründet und bestand aus ein paar kleinen Gehöften. 
Im Jahr 1874 wurde es in den neu errichteten Amtsbezirk Grabnick (polnisch Grabnik) eingegliedert, der zum Kreis Lyck im Regierungsbezirk Gumbinnen der preußischen Provinz Ostpreußen gehörte. Etwa 1893 wurde Klein Lepacken nach Groß Lepacken (polnisch Lepaki Wielkie) eingemeindet, das sich dann „Lepacken“ (ohne Zusatz) nannte, bis es 1938 in „Ramecksfelde“ – entsprechend auch Klein Lepacken in „Kleinramecksfelde“ – umbenannt wurde. Im Jahr 1910 zählte Klein Lepacken 39 Einwohner.
In Kriegsfolge kam Klein Lepacken (Kleinramecksfelde) 1945 mit dem gesamten südlichen Ostpreußen zu Polen. Mit der polnischen Namensform „Lepaki Małe“ wurde der Ort wieder verselbständigt. 
Heute ist er in das Schulzenamt (polnisch Sołectwo) Lepaki mit Sitz in Lepaki Wielkie einbezogen und bildet eine Ortschaft im Verbund der Gmina Ełk (Landgemeinde Lyck) im Powiat Ełcki (Kreis Lyck), vor 1998 der Woiwodschaft Suwałki, seither der Woiwodschaft Ermland-Masuren zugehörig.

## Religionen
Bis 1945 war Klein Lepacken resp. Kleinramecksfelde in die evangelische Kirche Grabnick in der Kirchenprovinz Ostpreußen der Kirche der Altpreußischen Union und in die katholische Kirche St. Adalbert in Lyck im Bistum Ermland eingepfarrt.
Heute gehört Lepaki Małe zur katholischen Pfarrei Grabnik (mit der Filialkirche in Woszczele) im Bistum Ełk der Römisch-katholischen Kirche in Polen. Evangelische Kirchenglieder halten sich zur Kirchengemeinde in der Kreisstadt Ełk, einer Filialgemeinde der Pfarrei in Pisz (deutsch Johannisburg) in der Diözese Masuren der Evangelisch-Augsburgischen Kirche in Polen.

## Persönlichkeiten

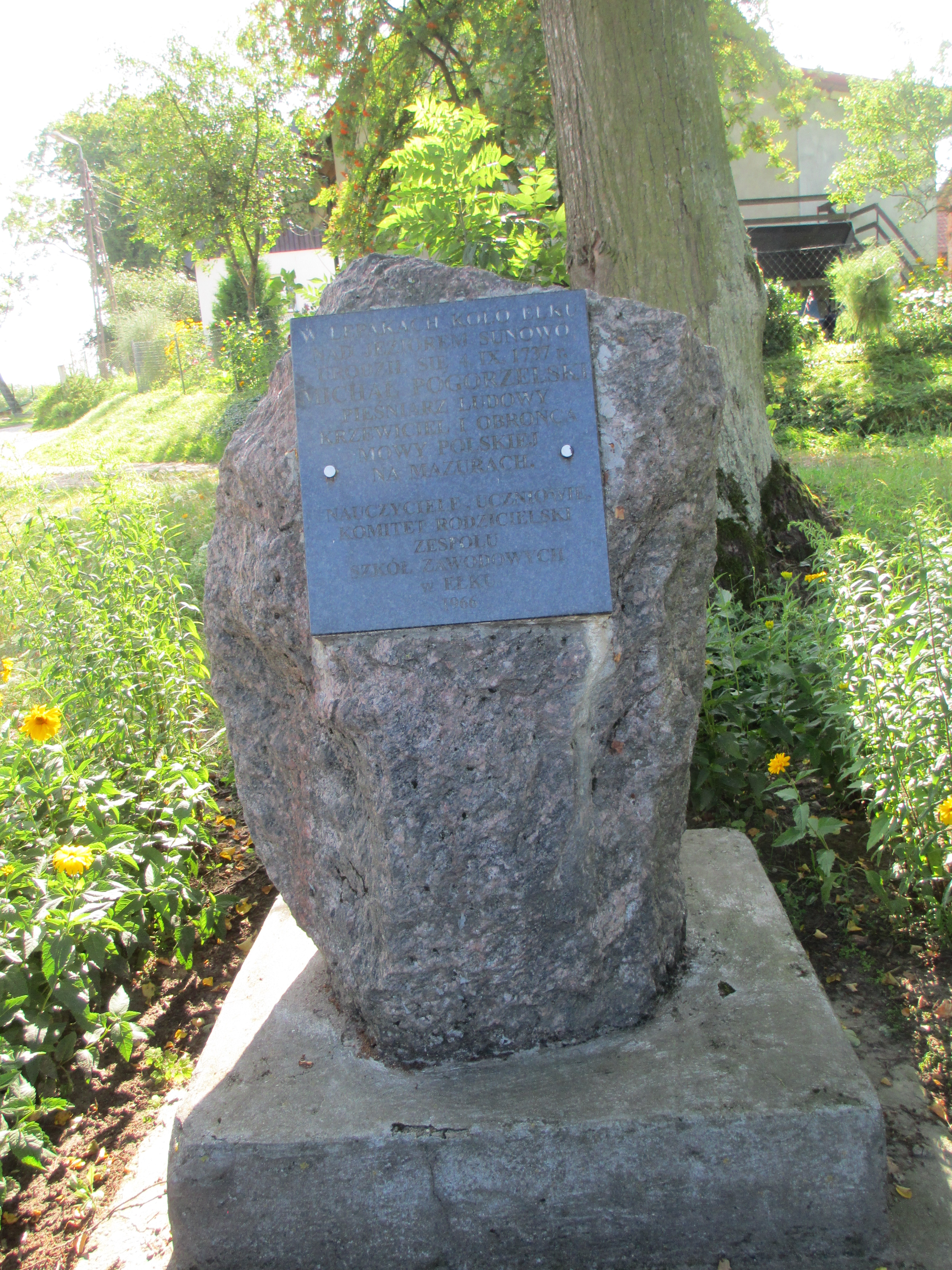
Gedenkstein für Michael Pogorzelski in Lepaki Małe

In Lepacken (Groß~, Klein~?) wurde am 4. September 1737 der volkstümliche Prediger und Dichter Michael Pogorzelski geboren. Von 1772 bis 1780 war er Rektor in Kutten (polnisch Kuty) und danach bis zu seinem Tode im Jahre 1798 Pfarrer in Kallinowen (Kalinowo). Ihm widmete Paul Fechter das Buch Der Zauberer Gottes.
In Lepaki Małe erinnert ein Gedenkstein an diesen bedeutenden Sohn des Ortes.

## Verkehr
Lepaki Małe liegt an einer Nebenstraße, die bei Chrzanowo (Chrzanowen, 1933 bis 1945 Kalkofen) von der Woiwodschaftsstraße 656 abzweigt und über Bienie (Bienien, 1938 bis 1945 Binien) nach Mołdzie (Moldzien, 1938 bis 1945 Mulden) führt. 